# Aukštojas
Aukštojas je 294 metra najviši vrh Litve. Nalazi se u istočnoj Litvi u blizini granice s Bjelorusijom. Dio je brdskog područja Medininkai, a nalazi se u blizini istoimena sela Medininkai (poljski: Miedniki Królewskie). Aukštojas je udaljen od glavnog grada Litve Vilniusa 24 km jugoistočno. 2004. godine stručnjaci Geodetskog Instituta iz Vilniusa su uz pomoć GPS-a izmjerili točnu visinu Aukštojasa od 293,84 metra, sve do tada smatralo se da je najviši vrh Litve 500 metara udaljeniji Juozapinė s 292,7 metara.

## Vanjske poveznice
- Povijest Aukštėjasa